# Мазніченко Вадим Олександрович
Вади́м Олекса́ндрович Мазніче́нко (* 1985) — солдат Збройних сил України; учасник російсько-української війни. Призер Ігор Нескорених-2023.

## З життєпису
Народився 1985 року. Працював у Броварах, встановлював металоконструкції. Проходив строкову службу в Миколаєві в 79-й аеромобільній бригаді повітряно-десантних військ.
З початком війни в 2014 році — гранатометником у 14-му батальйоні; вирушили спершу в Одесу — бо там очікувався наступ російських військ. Потім відправили у Волноваху, звідти в Старогнатівку. Під час важкого мінометного обстрілу втратив руку і ногу 30 вересня 2014-го.
Опісля Вадима довезли в Дніпропетровську обласну клінічну лікарню імені Мечникова, звідти — в 411-й центральний військовий одеський госпіталь. Майже тиждень був непритомний, Вадим прийшов до тями в одеському госпіталі. Реабілітувався 11 місяців у США.
Активно займався спортом і далі, став призером міжнародних і всеукраїнських змагань. Випускник Черкаського національного університету імені Богдана Хмельницького, бакалавр з права; планує здобути ступінь магістра.
Виборов першу медаль України на Іграх Нескорених у Дюссельдорфі — штовхання ядра; бронзова нагорода в категорії IF5. Наступною була золота нагорода.
Готуватися допомагала дружина Яна. Має хобі — ремонт автомобілів.

## Нагороди і вшанування
За особисту мужність і героїзм, виявлені у захисті державного суверенітету та територіальної цілісності України, вірність військовій присязі під час російсько-української війни, відзначений — нагороджений:
- 20 липня 2016 року — орденом «За мужність» III ступеня[3]
- почесний нагрудний знак начальника Генерального штабу — Головнокомандувача Збройних Сил України